# Zeitling
Zeitling ist eine Ortschaft mit 294 Einwohnern (Stand 2024) in der Katastralgemeinde Weinzierl bzw. der Stadtgemeinde Perg im Unteren Mühlviertel in Oberösterreich.

## Geographie
Die Ortschaft befindet sich auf 251 m ü. A. östlich der Ortschaft Weinzierl sowie westlich des Perger Stadtzentrums. Nördlich von Zeitling liegt die Ortschaft Lanzenberg und südlich davon befindet sich die Grenze zur Marktgemeinde Naarn im Machlande. Durch die Ortschaft fließt der durch das Zaubertal in die Ebene des Machlands gelangende Zeitlingerbach, der südlich von Zeitling verrohrt und zum Naarnfluß geleitet wird. Zeitling liegt teilweise in den oberösterreichischen Raumeinheiten Machland und Südliche Mühlviertler Randlagen.
Die Ortschaft war ursprünglich landwirtschaftlich geprägt, wurde jedoch seit dem Beginn des 20. Jahrhunderts stark besiedelt, wobei in der Ebene vor allem Gewerbebetriebe und an den südlich ausgerichteten Hängen vor allem Wohnhäuser errichtet wurden. Sowohl die Donauuferbahn als auch das Teilstück der Donau-Straße B3c durchqueren die Ortschaft.

## Geschichte
Der Name Zeitling deutet auf einen ehemaligen Zeidler (Bienenzüchter) hin. Das Dorf dürfte auf Grund seiner Siedlungsform und geographischen Lage bereits im Mittelalter entstanden sein. Es wurde 1293 als Ceidlorn erstmals erwähnt. Im Dorf war auch ein Sitz, da sich um 1300 ein Lehensmann der Kapeller Leutwin von Zeidlarn nannte. 1360 wurde ein Wulfing von Zeidlarn erwähnt. Neben den Kapellern waren auch die Kuenringer und später die Herren von Maissau in Zeitling begütert. Im 15. Jahrhundert verliehen die Herren von Liechtenstein einige Güter in Zeitling an den Burggrafen von Windegg, weiters an den Marschall von Reichenau und die Habichler von Riegelhof in Zell. Im 18. und 19. Jahrhundert waren in Zeitling die Grundherrschaften Schwertberg, Steyregg, Weinberg und Riedegg begütert.

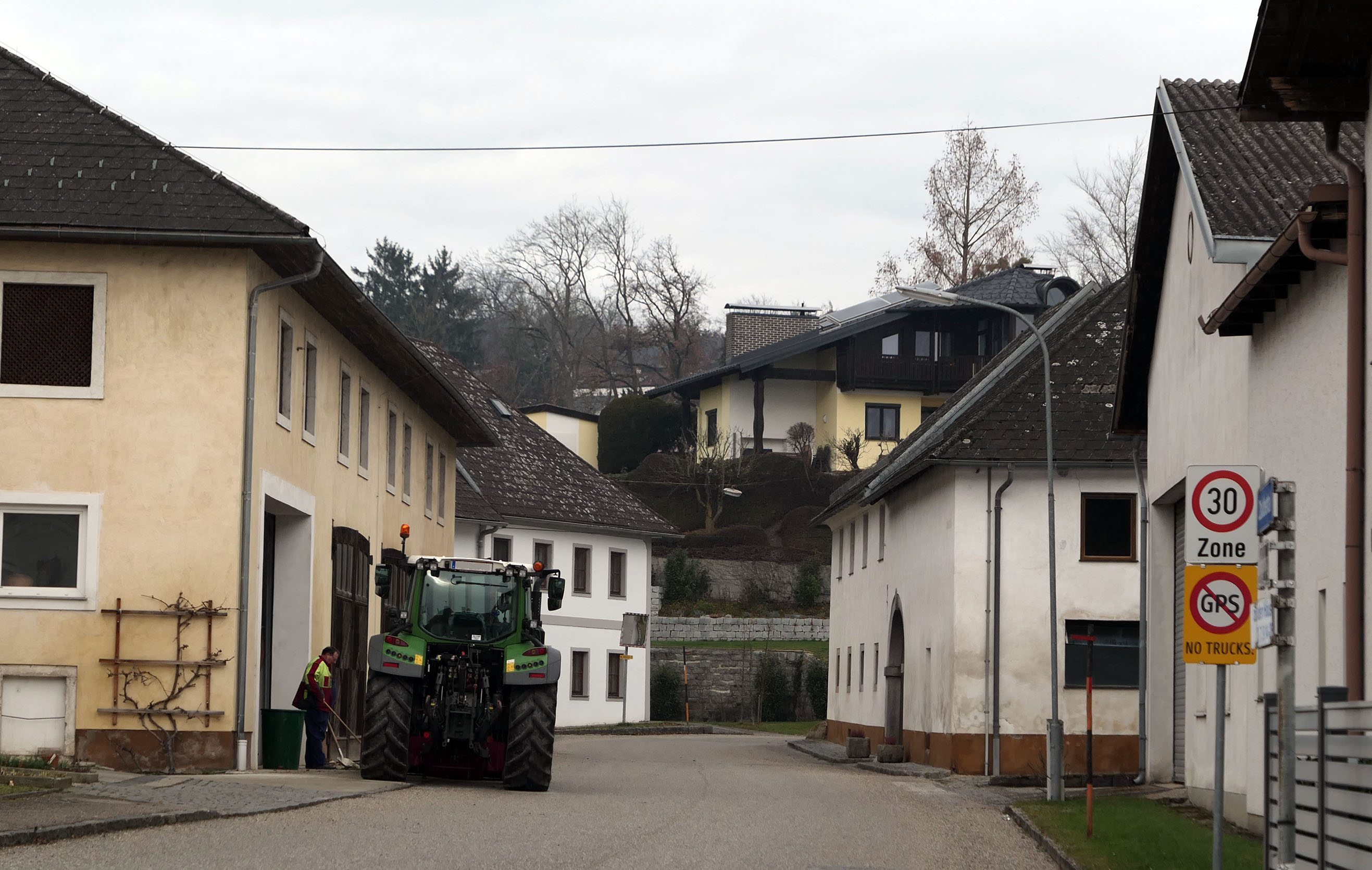
Zeitling. Ortsmitte
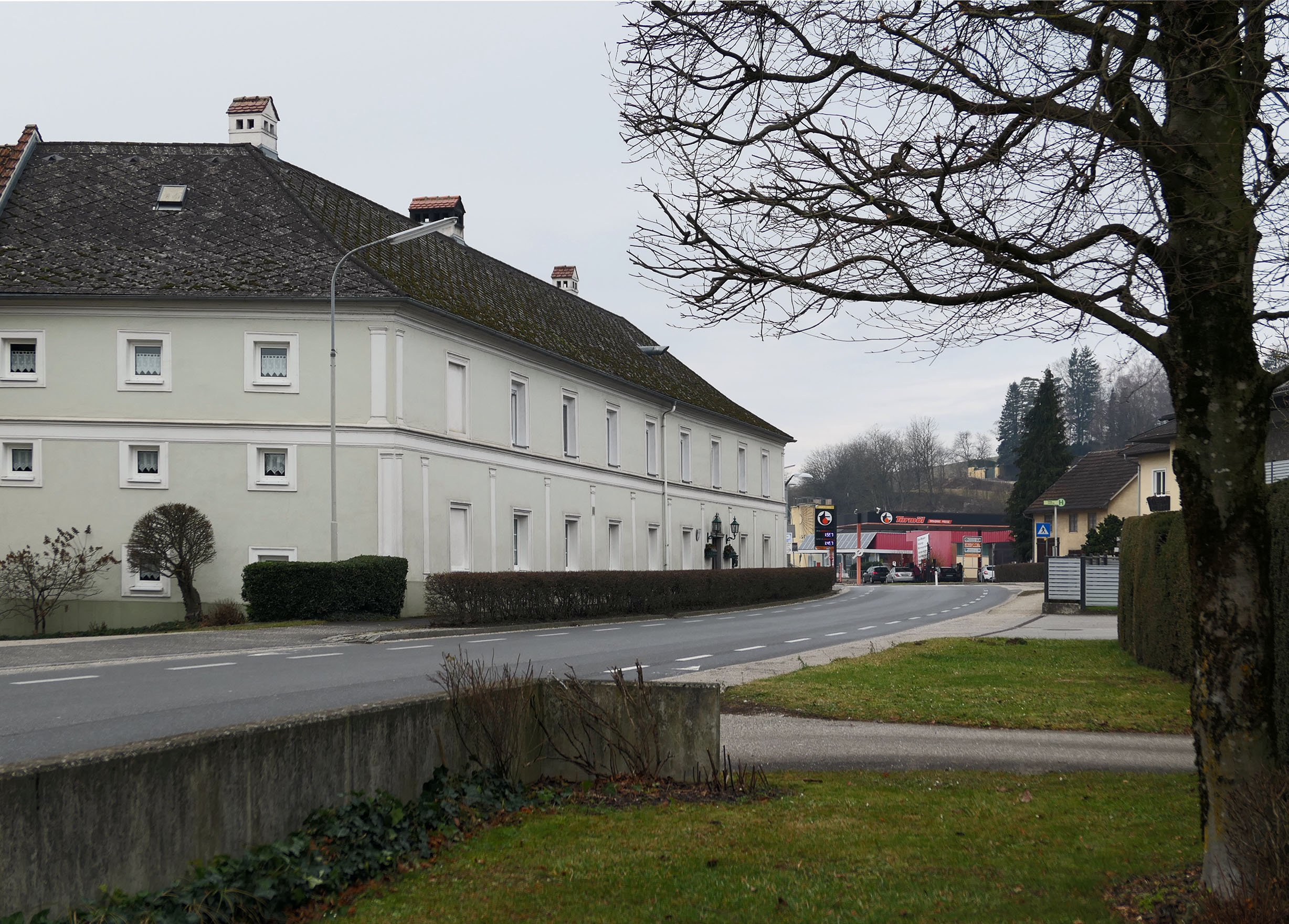
Wirt in Zeitling. Diwoltengut (1684)